# 台中市公車33路
台中市公車33路行駛自高鐵臺中站至文修停車場，由台中客運營運。此路線大部分行駛於進化路、進化北路。

## 歷史

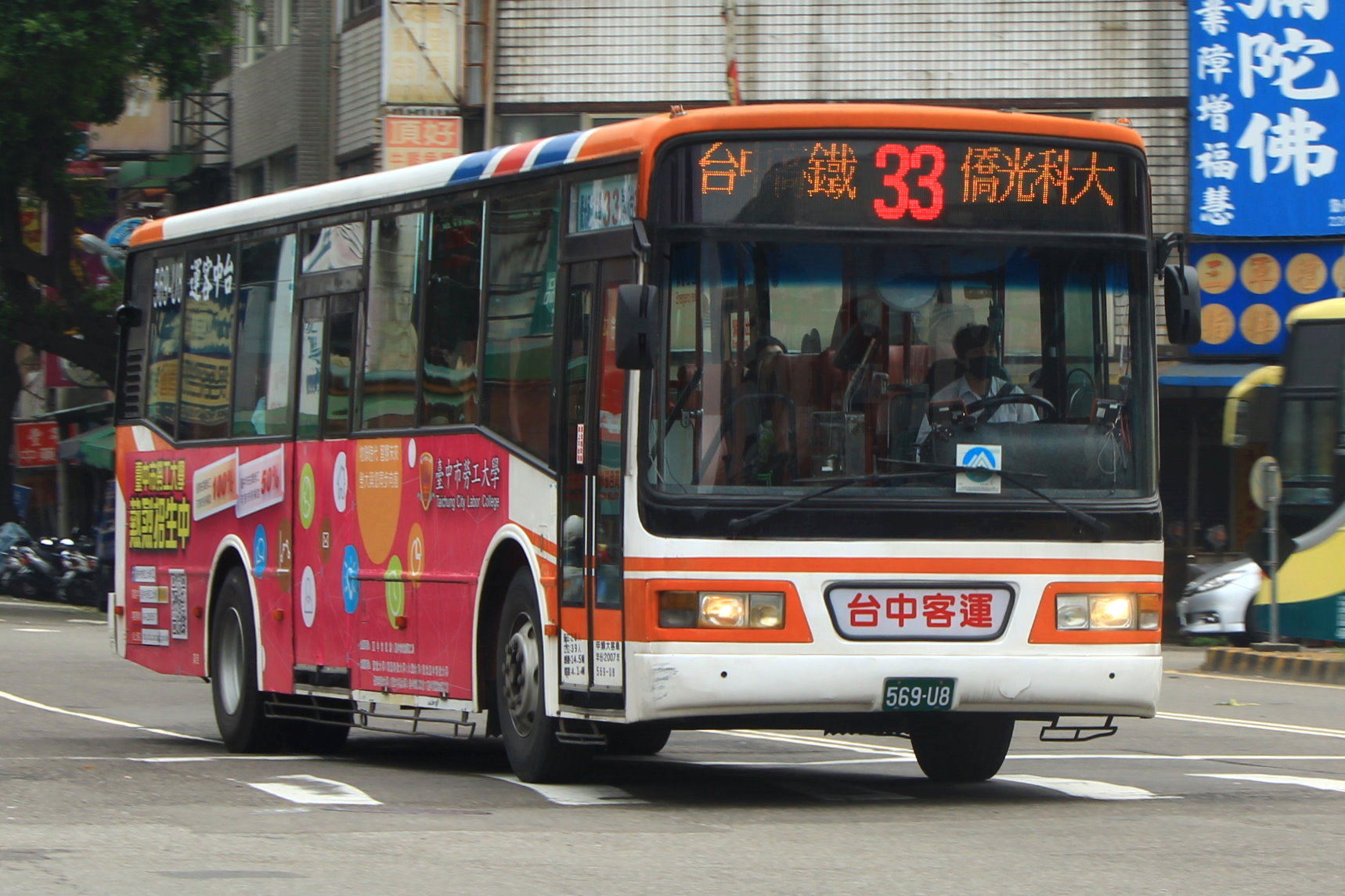
2004年3月1日：通車，為第2期高潛力公車路線之一。
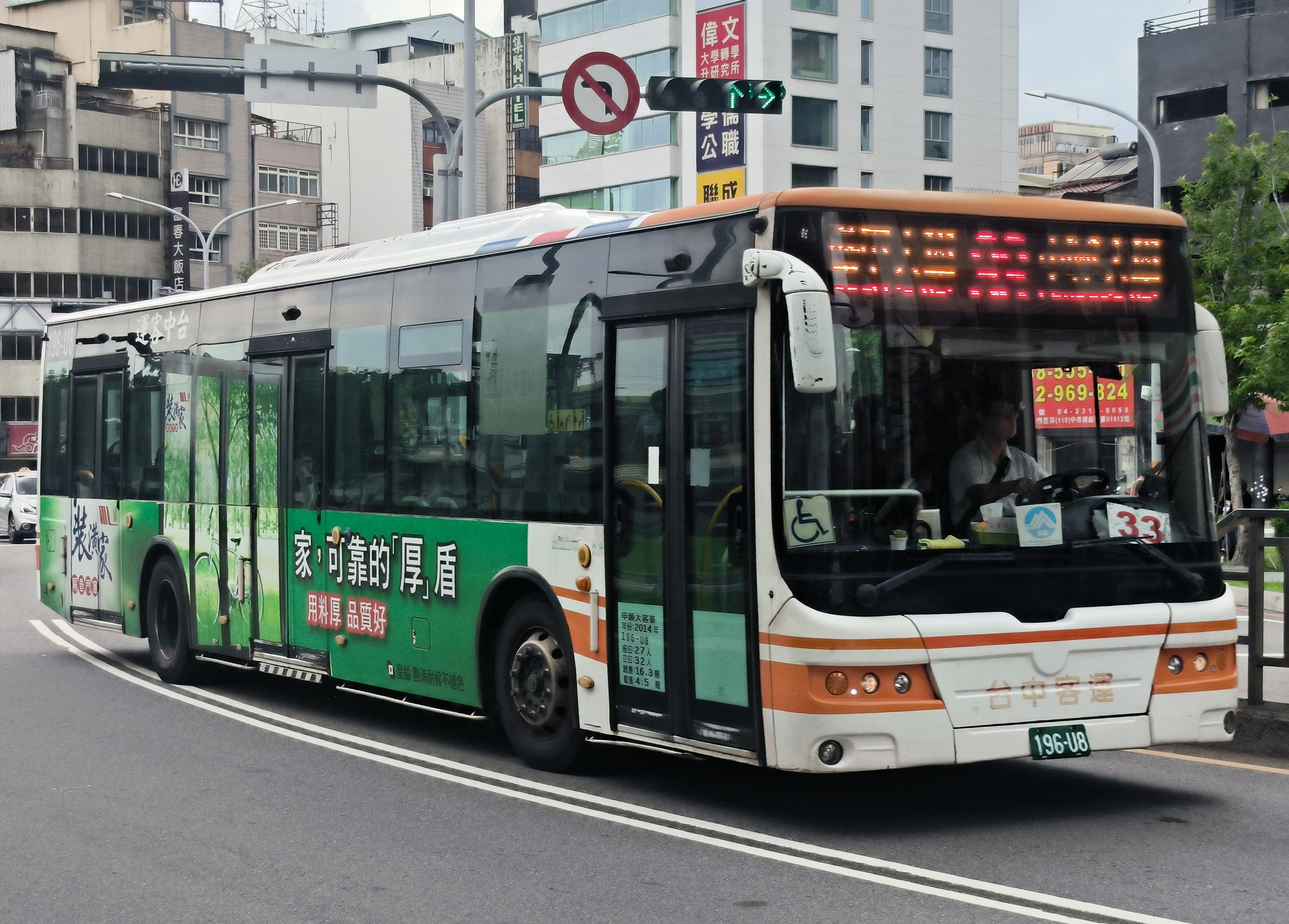
2005年3月1日：路線原中興大學端延長至台中高工「僑光技術學院－台中高工」。路線由中興大學端興大路開始延伸經由美村路二段、美村南路、高工路至台中高工。
- 2012年7月1日：原樹仔腳之端點，延駛至「高鐵台中站」。
- 2013年6月18日：增停「文心河南路口」。
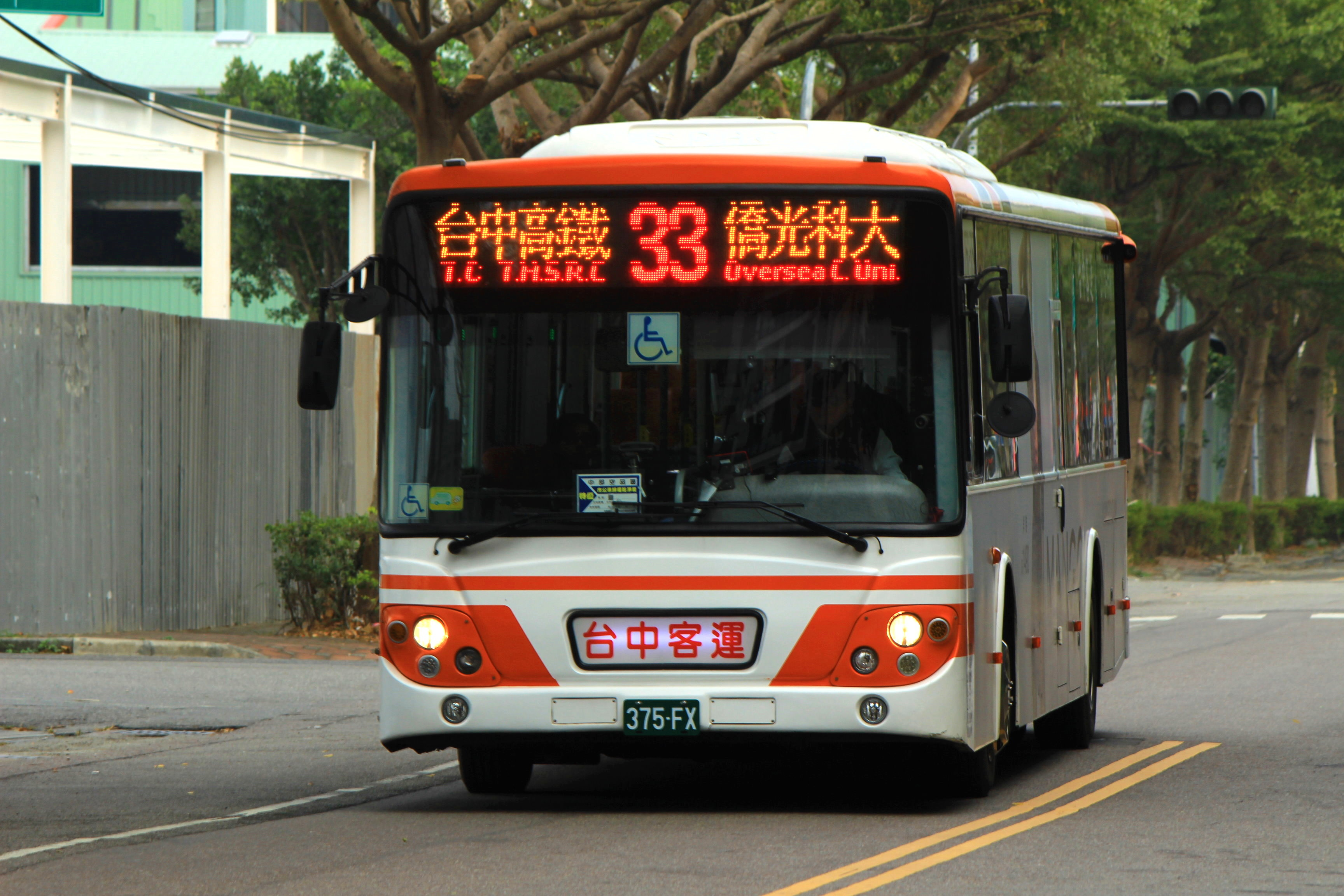
2013年7月26日：原僑光科技大學端點延駛至「文小56停車場」，並改為雙向行駛「福星路－福星北路－黎明路－漢翔路」，裁撤「逢甲大學城」、「福星同心路口」。
- 2013年8月23日：調整發車時刻，總班次不變。[2]
- 2013年9月1日：「文小56停車場」更名為「文修停車場」。
- 2014年4月30日：「漢翔公司」更名為「漢翔公司（星享道）」。
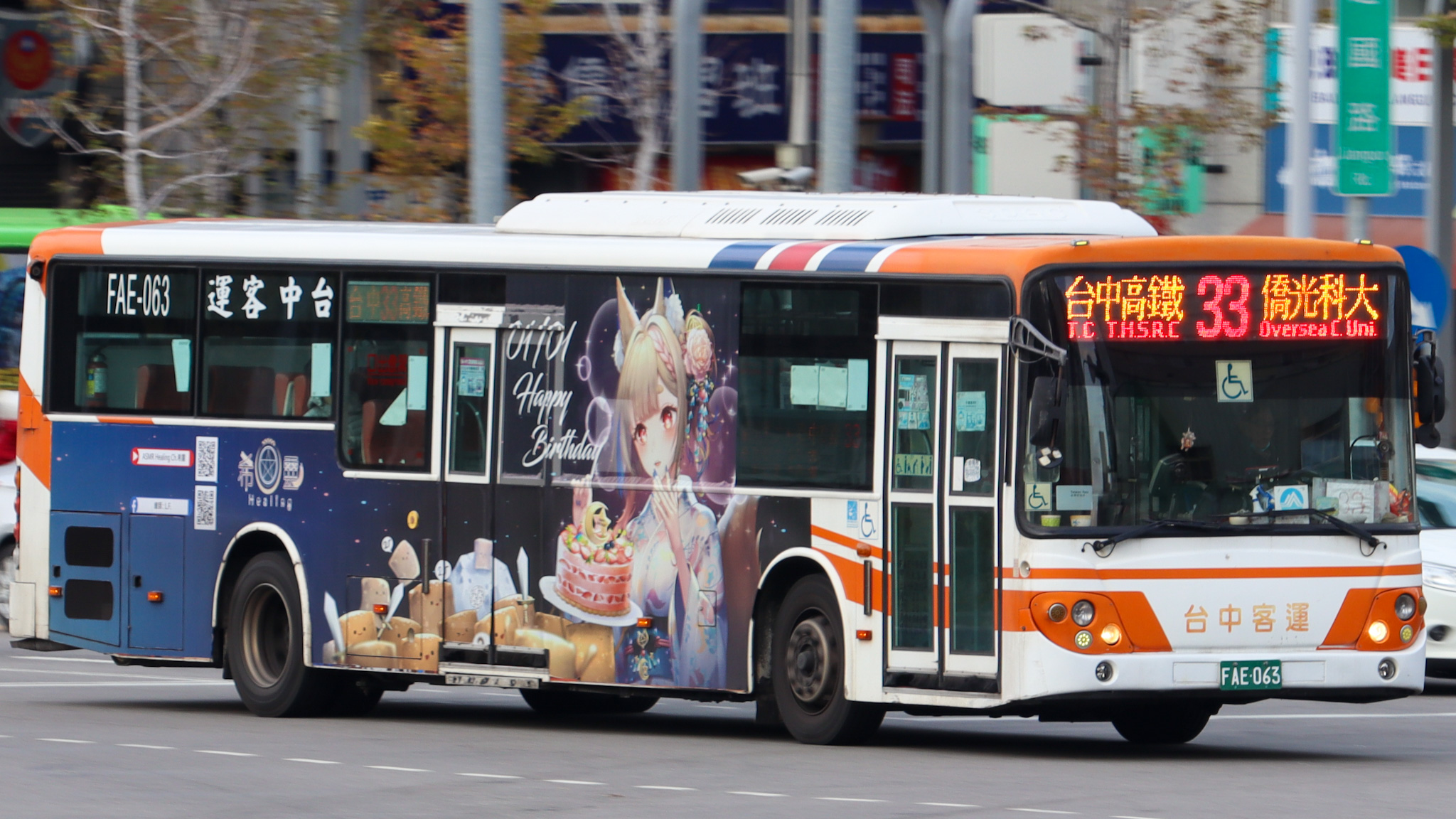
2014年11月1日：調整烏日區部分路線，原路線「中山路－新興路」更改為「中山路－五光路－公園路－光日路－新興路」，調整路線後中途新增「五光新興路口」（單邊設站，往高鐵台中站）、「五光公園三街口」（雙邊設站）、「公園五光路口」（雙邊設站）、「公園光日路口」（雙邊設站）等站，其中「新興五光路口」改單邊設站（往僑光科技大學方向）[3]；增停「立體停車場（自由路）」[4]。
- 2016年4月1日：增設「中國醫東區分院」[5]
- 2016年7月1日：增設「福星北西苑路口」。[6]
- 2017年2月1日：調整發車時刻。[7]
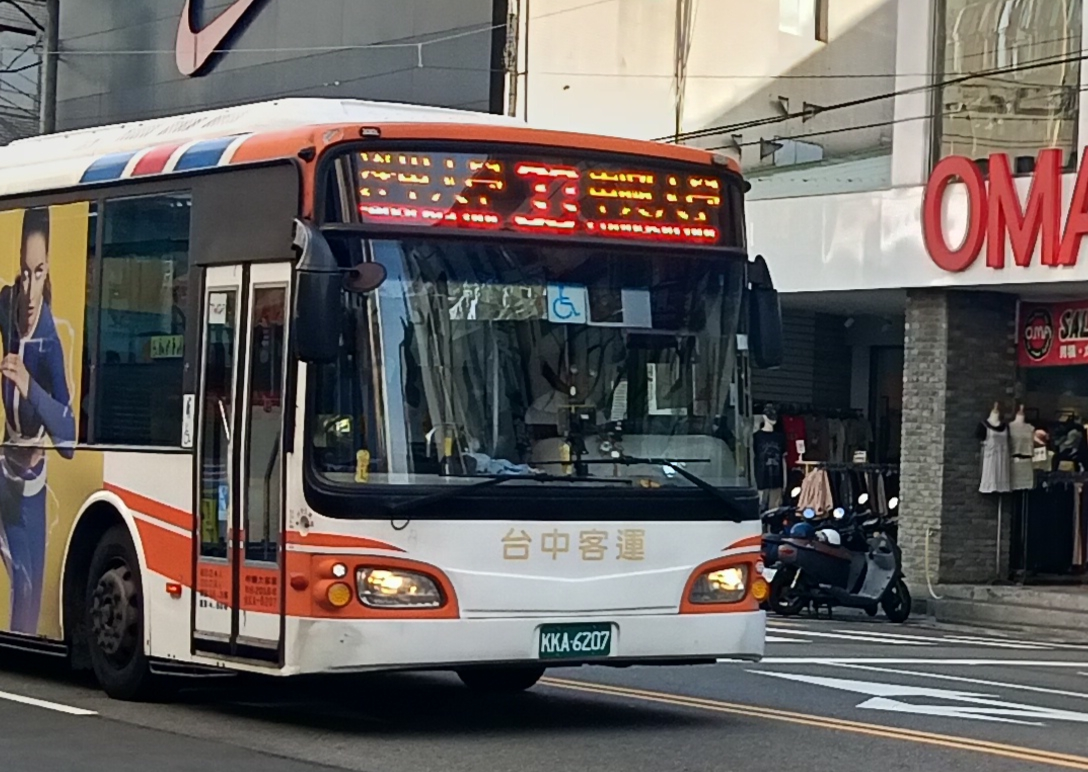
2018年5月16日：往高鐵臺中站方向之動線調整為河南路—優化公車專用道，後於惠中路口接回原線，取消停靠「教師新村站」及「新光三越站」，改停靠「新光/遠百（專用道）站」。
- 2018年10月11日：站位異動如下：[9]
  - 增設「捷運櫻花文心站」及「文心青海路口」。
  - 「文心中清西一街口」、「文華高中（文心路）」更名為「捷運中清文心站」、「捷運文華高中站」。
  - 取消停靠「文心西屯路口」（往文修停車場方向）。
- 2018年12月1日：取消停靠「中清太原路口」（往高鐵臺中站方向）。[10]
- 2019年1月1日：「臺中火車站」去程、回程分別更名為「臺中車站（民族路口）」、「臺中車站（臺灣大道）」。
- 2019年10月21日：調整部分班次發車時刻。
- 2020年10月20日：配合交通局實行「臺中捷運綠線通車前，捷運沿線公車站名調整」作業，原「頂賴厝」更名為「捷運文心中清站(中清路)」、「捷運文心中清站」更名為「捷運文心中清站(文心路)」、「捷運文華高中站」更名為「捷運文華高中站(文心路)」、「捷運櫻花文心站」更名為「捷運文心櫻花站(文心路)」。
- 2021年1月1日：「明功堂醫院」更名為「自由進德路口」。
- 2021年5月31日：往高鐵台中站方向「捷運文心中清站（中清路）」遷移至中清路一段745號前，原站位則更名為「中清北平路口」。
- 2023年5月22日：調整部分班次發車時刻。
- 2023年6月1日：取消停靠「捷運文心中清站(中清路)」（往文修停車場方向）。
- 2024年8月1日：調整發車時刻。[11]
- 2025年1月1日：「頂厝里」更名為「進化北榮華街口」[12]，並調整發車時刻。[13]

## 路線基本資料
全程行車里數約24.5公里，全程行車時間約1小時40分鐘。往文修停車場79站，往高鐵台中站77站。
- 去程：自高鐵台中站起，沿烏日區站區二路、高鐵東路、新興路、光日路、公園路、五光路、新興路、中山路、南區復興路一段、文心南路、高工路、美村南路、美村路二段、興大路、國光路、復興路三段、中區台中路、建國路、東區雙十路一段、自由路、進化路、北屯區進化北路（過柳陽東街後為北區）、中清路一段、文心路三段、北屯區文心路三段（過華美西街後為西屯區）、臺灣大道三段、河南路二段、福星路、福星北路、黎明路三段、漢翔路到文修停車場。
- 回程：自集福堂起，動線與去程相反，由河南路轉入臺灣大道後，行駛於優化公車專用道上，過惠中路口後由專用道轉為快車道，於文心路口左轉，之後動線與去程相反，過干城站後，沿綠川東街、臺灣大道一段、建國路，之後動線與去程相反到高鐵台中站為止。

### 時刻表
- 時刻表僅供參考，請以台中客運網站公告為準。時刻表更新時間為2025年3月1日。

| 台中市公車33路時刻列表 | 台中市公車33路時刻列表 |
| --- | --- |
| 高鐵臺中站（第18月台）發車 | 集福堂發車 |
| 平日 05:45、06:10、06:25、06:55、07:30、08:30、09:00、09:40、10:30、11:00、11:30、12:00、12:25、13:00、14:25、15:00、15:30、16:00、16:30、17:00、17:30、18:00、19:00、20:00、21:00、22:05 假日 06:00、07:00、07:40、08:40、09:40、10:40、11:10、11:55、12:20、13:40、14:30、15:00、15:30、16:00、16:40、18:00、19:00、20:00、21:00、22:00 | 平日 05:45、06:20、06:40、07:30、08:10、08:30、09:00、09:40、10:30、11:00、12:00、12:25、13:00、13:40、14:25、15:00、15:30、16:30、17:00、17:30、18:00、19:00、20:00、21:00、22:30 假日 06:00、07:00、07:40、08:40、09:10、09:40、10:40、11:55、12:20、13:25、14:00、14:30、15:20、16:00、16:40、17:20、18:00、19:00、20:00、21:00、22:00 |

### 收費
- 一般市區公車（1～999、綠1～綠4）：依里程計費，收費費率為［2.431×搭乘里程數×（1+5%營業稅）］元。
  - 於基本里程8公里內票價為全票20元、半票11元。
  - 兒童、老人、身心障礙者及其陪伴者依規定半票收費，半票收費費率為原收費費率的一半。
  - 市民限定交通卡：前10公里免費，超過10公里部分票價比照收費費率，且上限為10元。
- 小黃公車（黃1～黃25）：免費。
- 幸福公車（梨山1）：票價比照臺中市計程車收費費率，持電子票證刷卡全程免費。
- 市民小巴（市民小巴1～市民小巴4）：票價比照一般市區公車收費費率，持電子票證刷卡全程免費。

### 停站
- 參見右側站牌路線圖，綠色路段表示行駛優化公車專用道。

## 圖片集

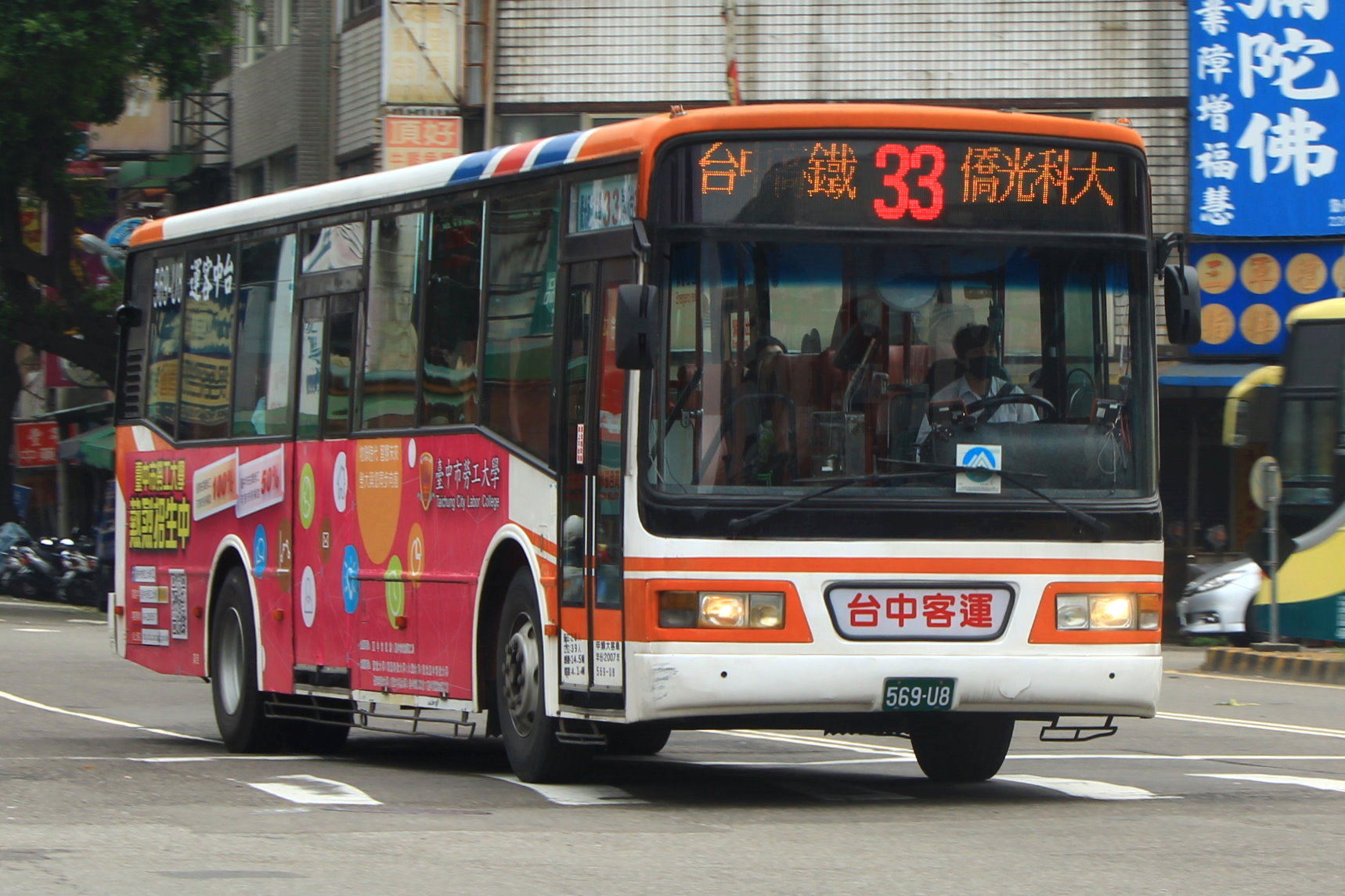
台中市公車33路
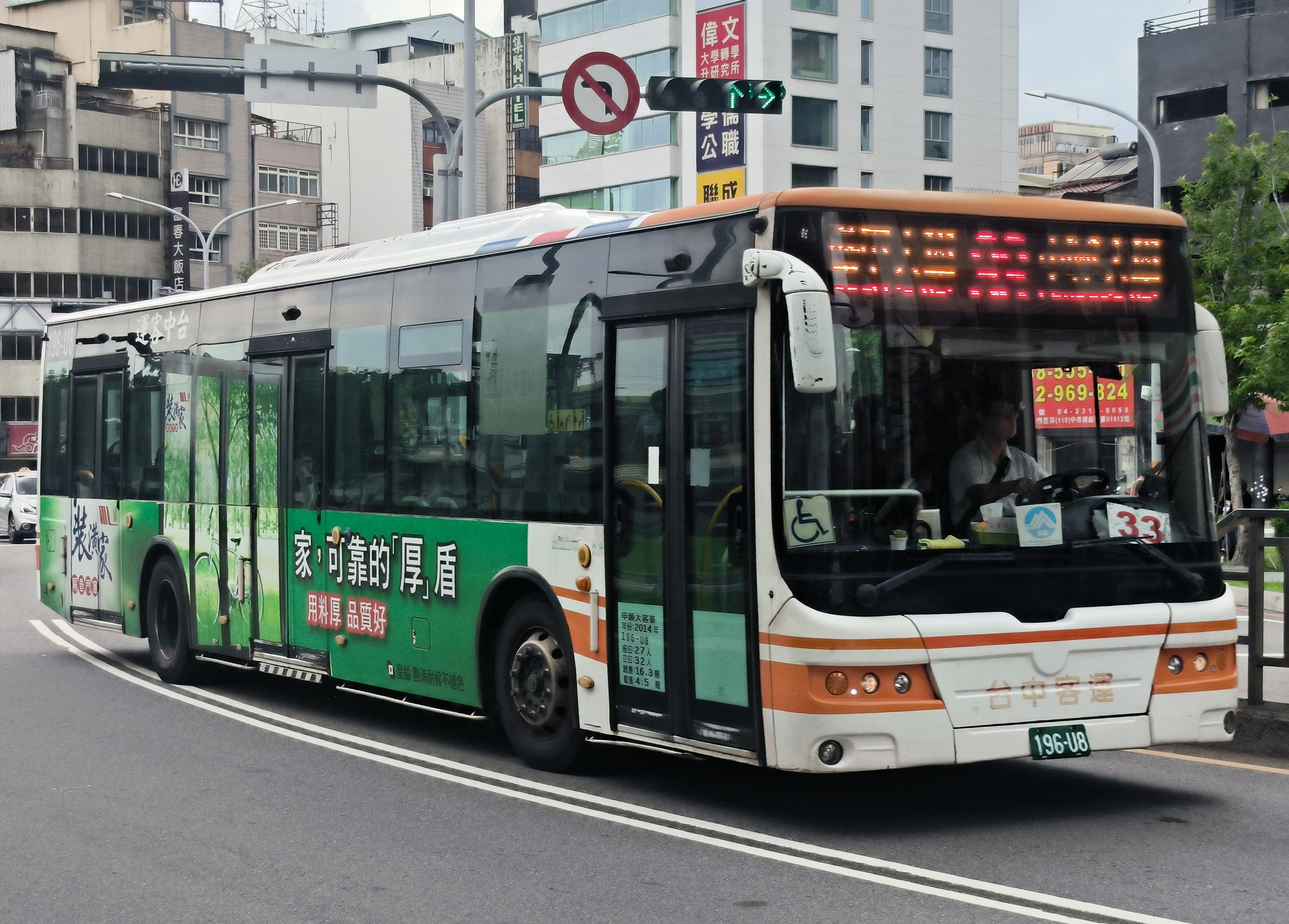
台中市公車33路
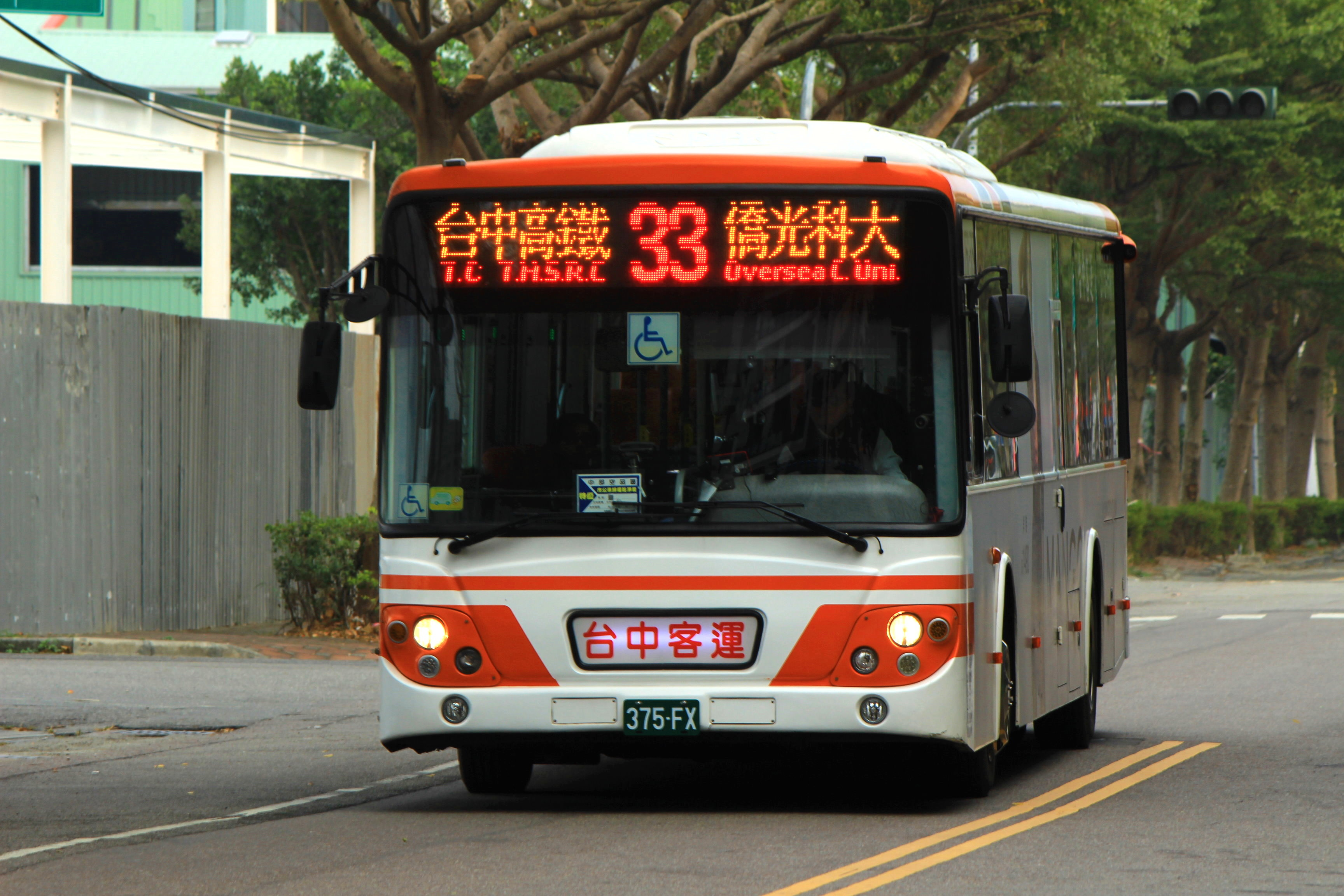
台中市公車33路
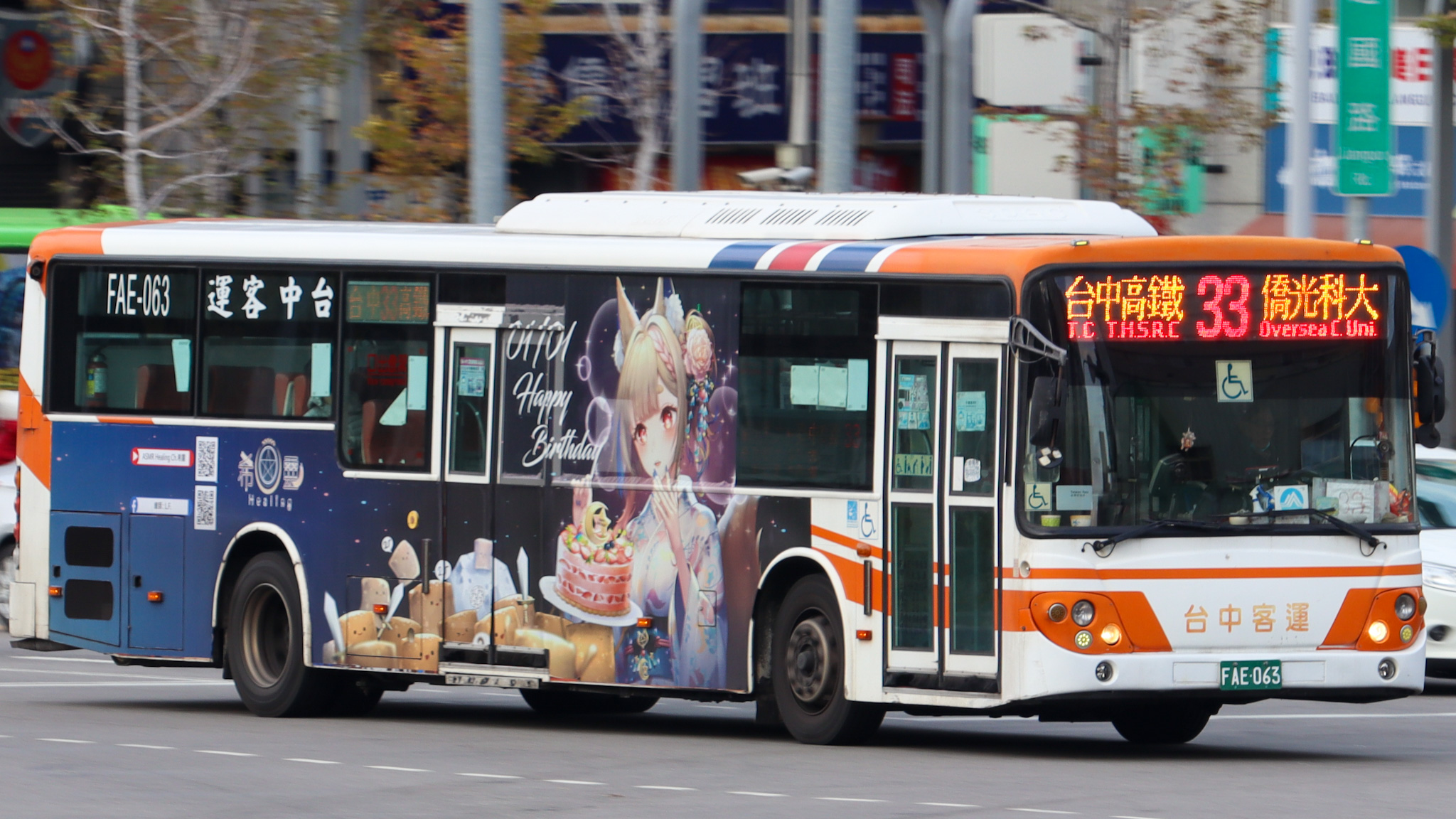
台中市公車33路
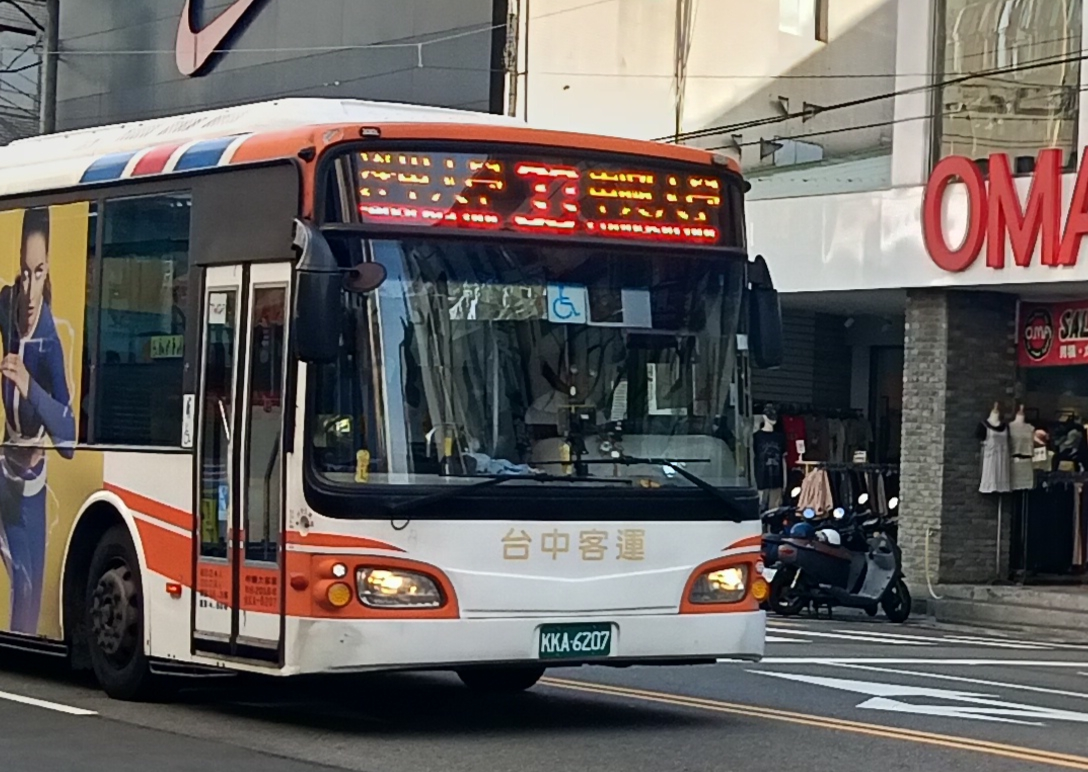
台中市公車33路
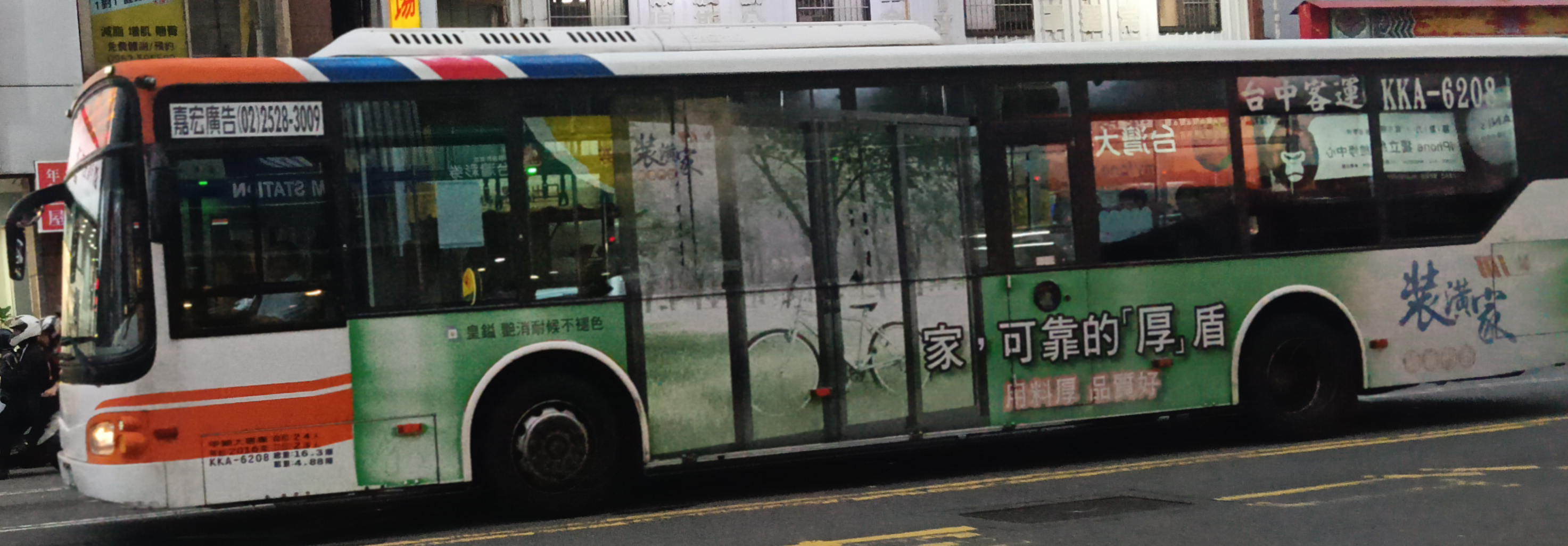
台中市公車33路

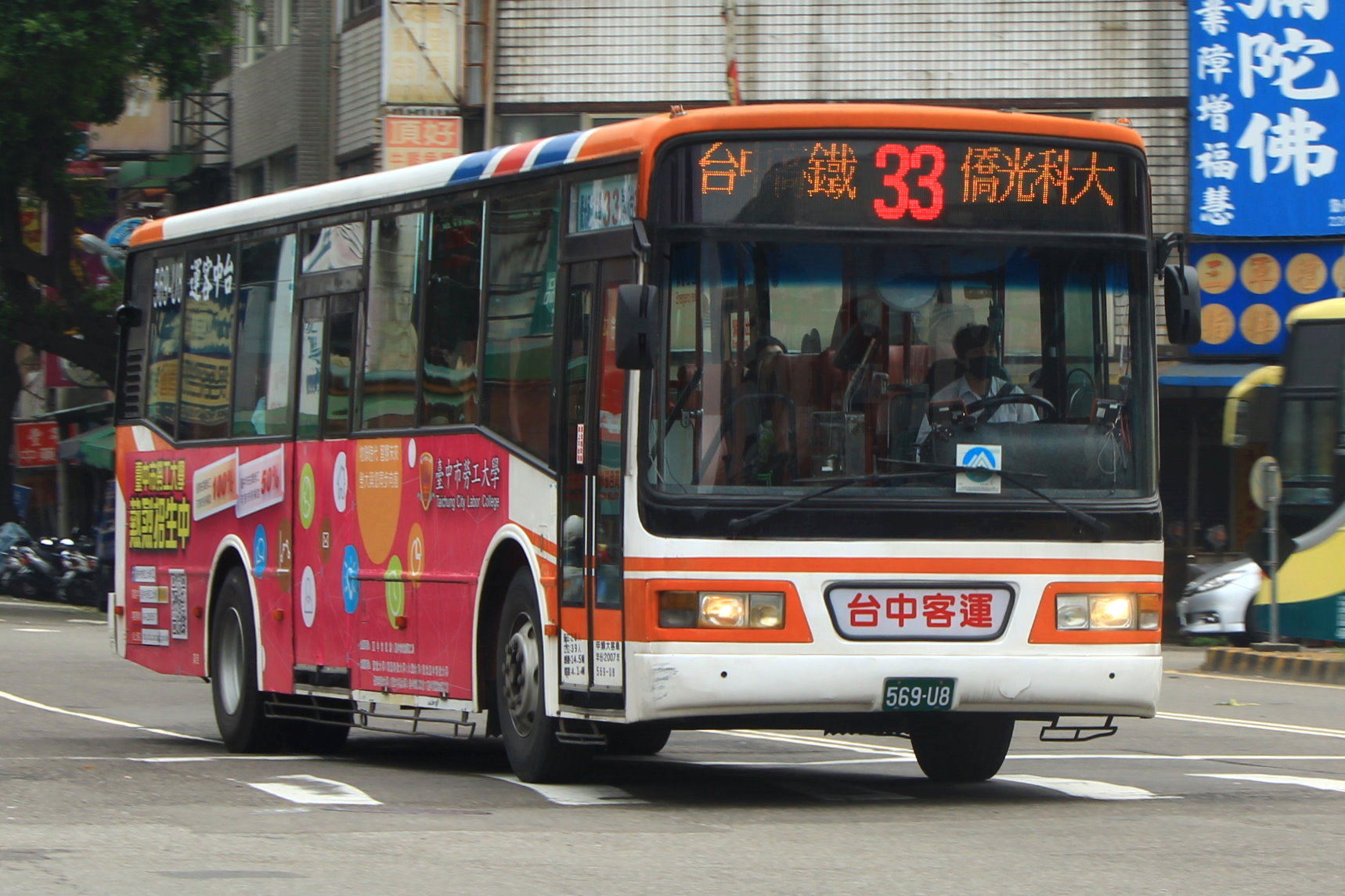
台中市公車33路
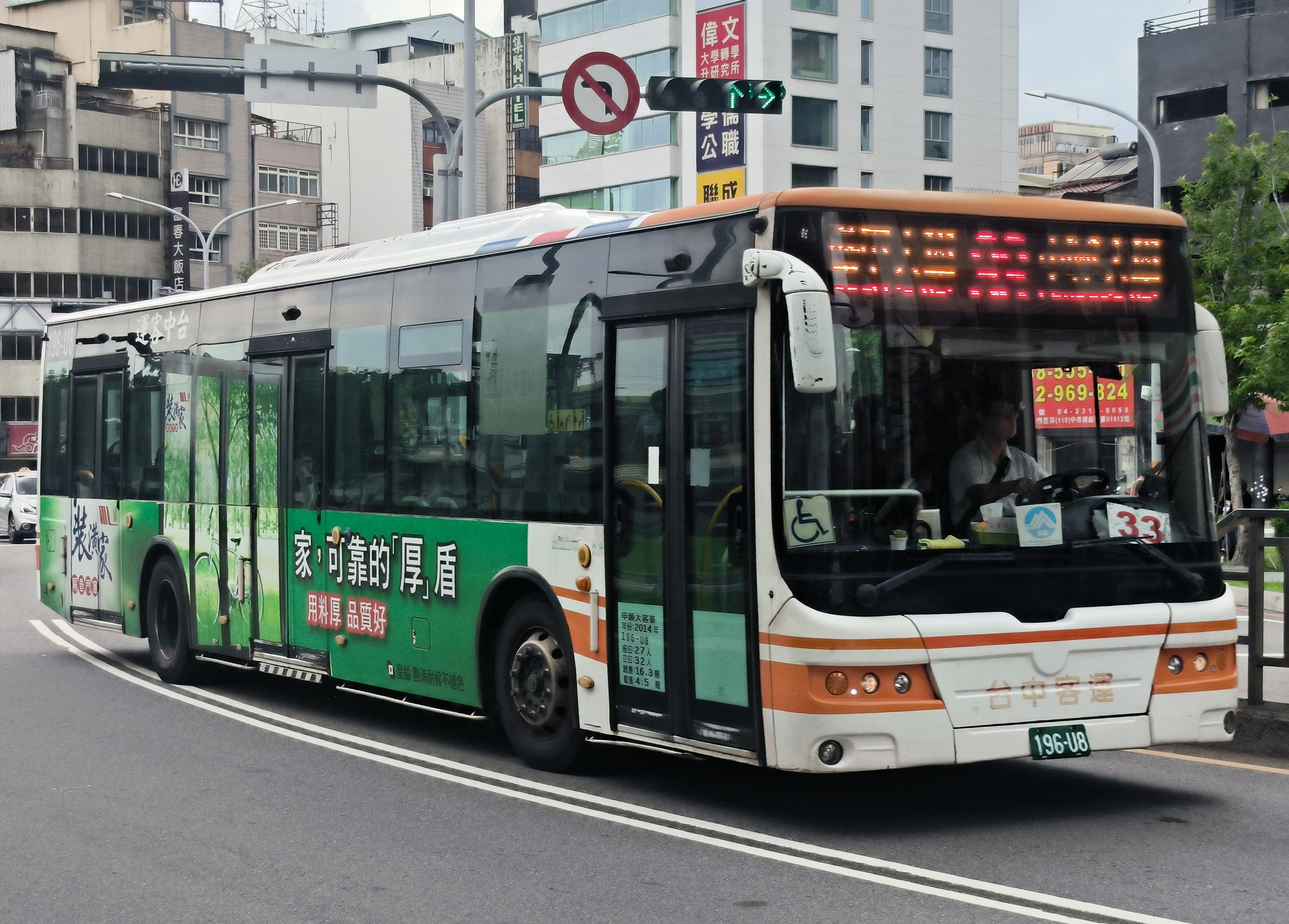
台中市公車33路
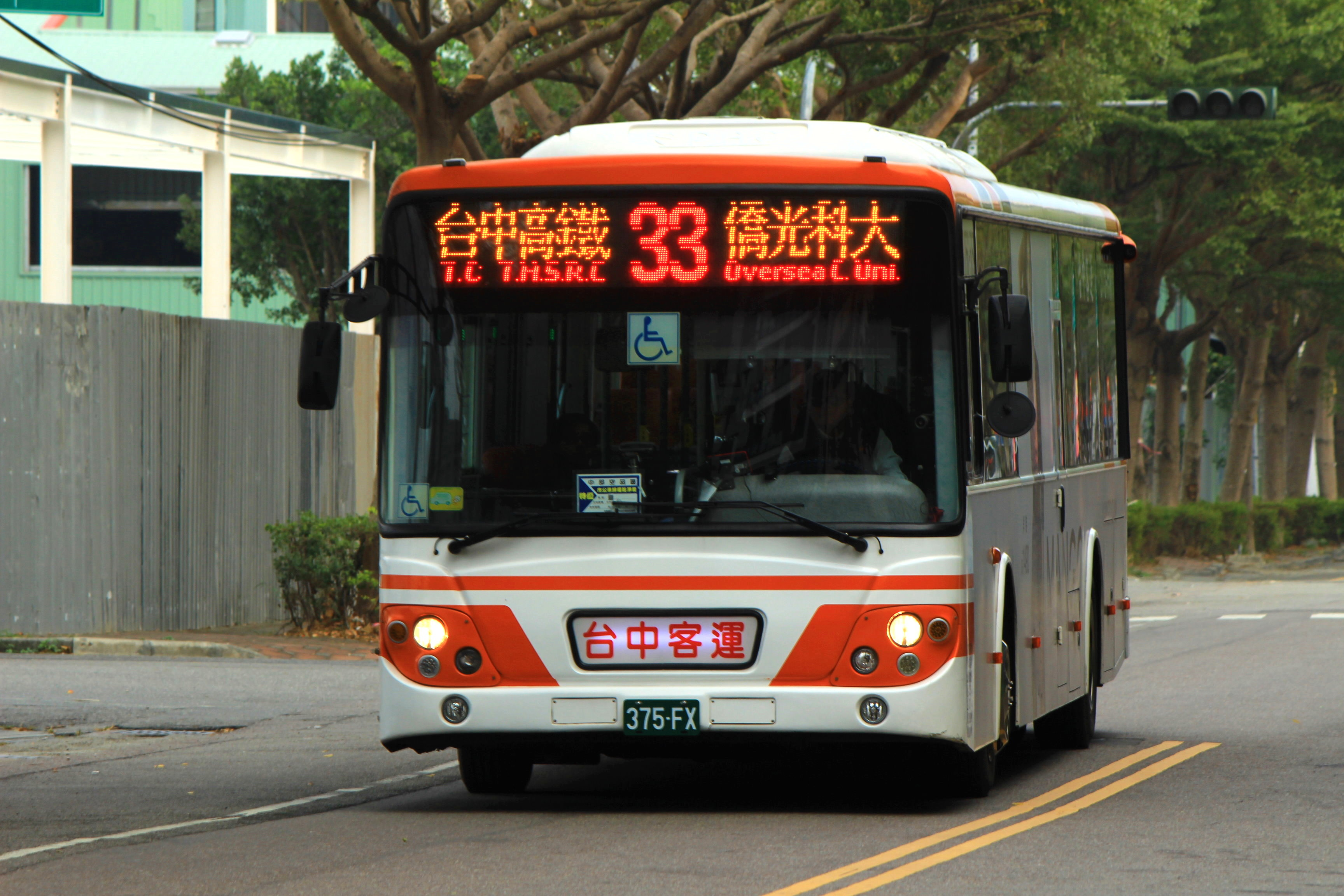
台中市公車33路
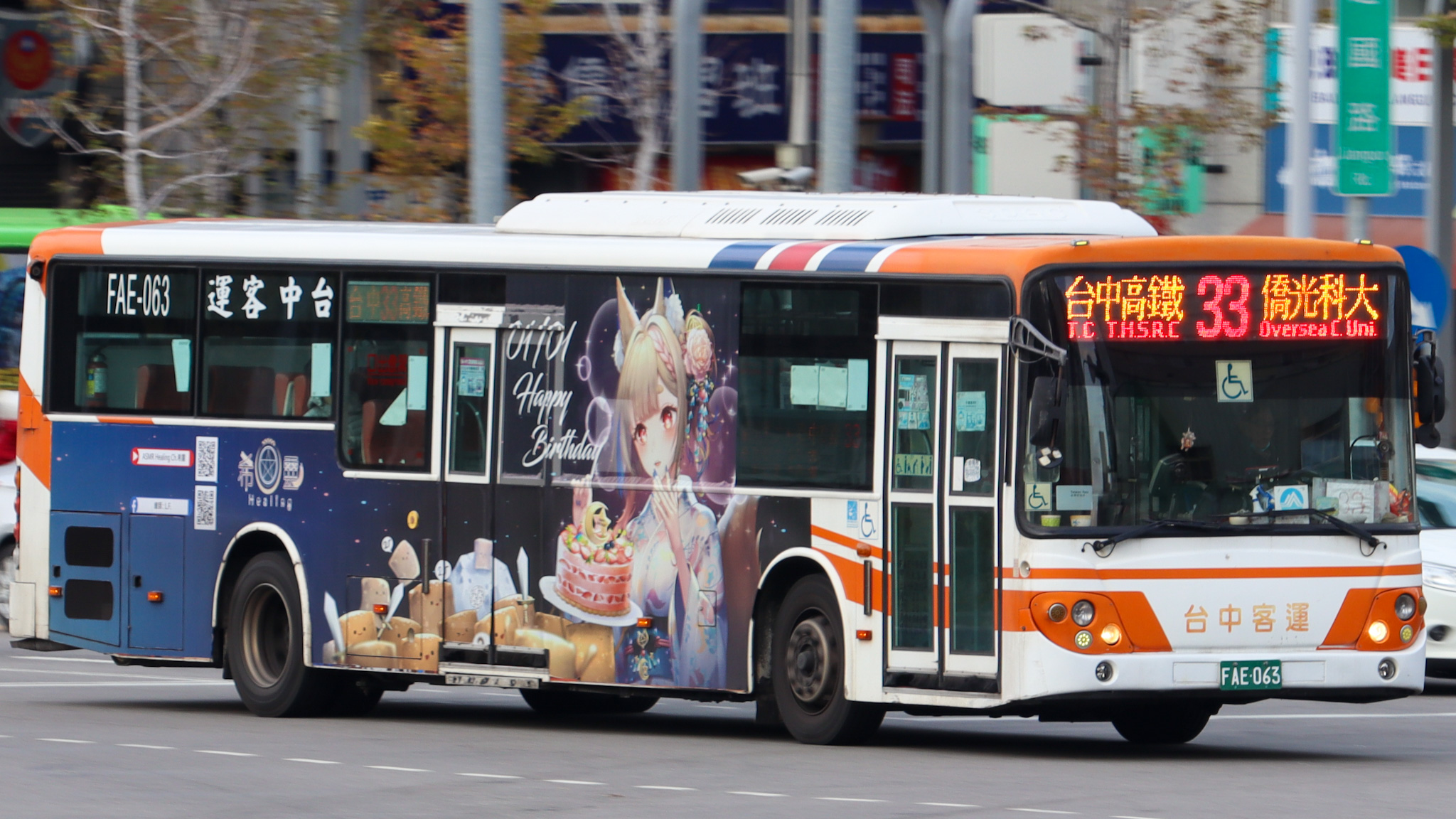
台中市公車33路
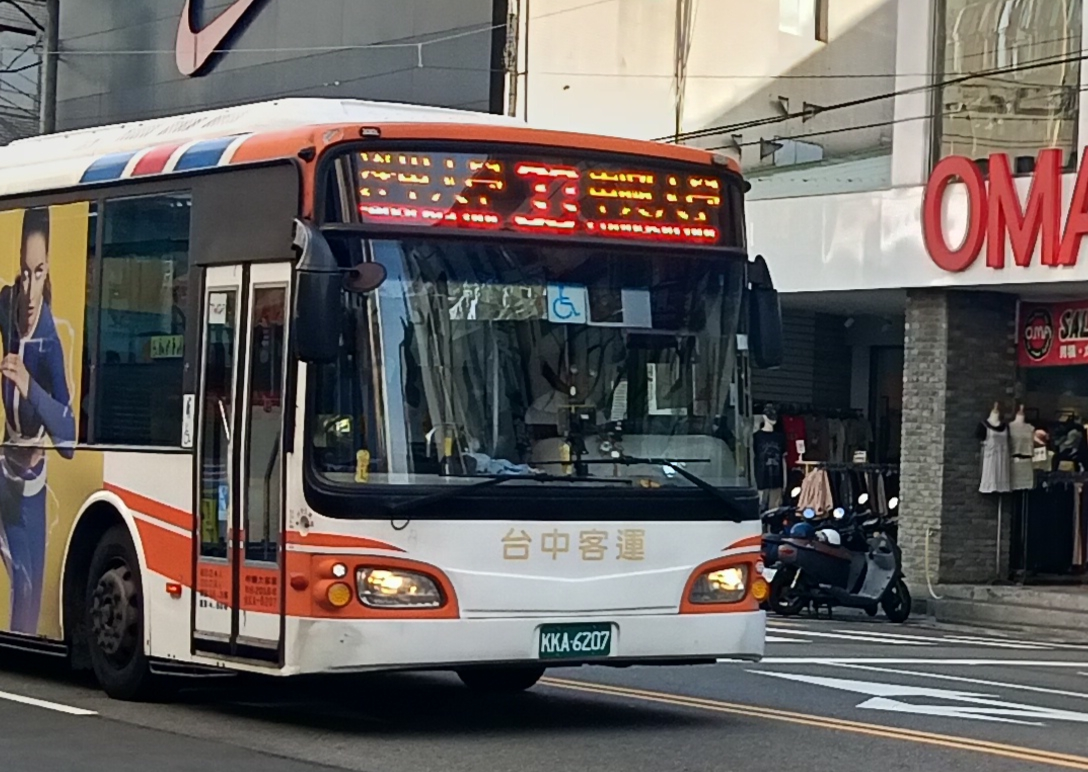
台中市公車33路